# Hans Christian Bredsted
Hans Christian Bredsted, född 22 juli 1829 i Marslev, död 31 mars 1895 i Odense, var en dansk trädgårdsmästare och pomolog.
Bredsteds far startade 1830 handelsträdgård vid Vindegade i Odense. Efter att ha fått sin första trädgårdsutbildning i hemmet kom sonen i lära i Frederik Vilhelm Frisenettes handelsträdgård i Köpenhamn, därefter vid Rosenborgs slottsträdgård och avlade trädgårdsexamen 1850. Året efter blev han medhjälpare hos sin far i Odense, och 1862 övertog han rörelsen. Under sonens ledning fick särskilt plantskoledriften stort omfång och tack vare hans kvalitetsmedvetande vad gällde de ständigt förekommande nya fruktsorterna vann verksamheten efterhand stort förtroende, inte endast i Danmark, utan även i Sverige och Norge. Dels genom detta och dels genom hans litterära verksamhet hade han stor betydelse för fruktodlingen. Hans pomologiska arbeten, såsom Hasselnødden (1887) och Haandbog i dansk Pomologi (tre band, 1890–1896), hör till den tidens bästa.